# Visconde de Alto Dande
Visconde de Alto Dande é um título nobiliárquico criado por D. Carlos I de Portugal, por Decreto de 20 de Abril de 1901, em favor de Manuel Pereira Guedes.
Titulares
1. Manuel Pereira Guedes, 1.° Visconde de Alto Dande.